# 앨런 릭먼
앨런 릭먼(영어: Alan Rickman 앨런 리크먼[*], 1946년 2월 21일 ~ 2016년 1월 14일)은 영국의 배우였다. 로얄 셰익스피어 컴퍼니의 단원이었던 릭먼은 고전 연기와 현대 연기에 모두 능숙했다. 《다이하드》의 한스 그루버 역과 《해리 포터》시리즈의 세베루스 스네이프 교수 역으로 잘 알려져 있다.
파트너인 리마 홀튼과 1977년부터 동거했다. 자녀는 없으며, 공식 석상에 종종 함께 등장했다. 2013년 둘만의 비밀 결혼을 올렸다. 2016년 1월 14일 췌장암으로 별세하였다.

## 성장기
앨런 릭먼은 런던의 사우스 해머스미스에서 노동자 계층의 자녀로 태어났다. 어머니 마거릿은 웨일스 출신이고 아버지 버나드는 아일랜드계이다. 그래픽 디자이너인 형 데이비드와 테니스 코치인 동생 마이클, 여동생 실라가 있다.
앨런 릭먼이 8살때 아버지가 돌아가셔 어머니는 자식들을 혼자 길렀다. 그래픽 디자인을 공부한 릭먼은 대학을 졸업한 후 친구들과 함께 그래픽 디자인 스튜디오를 차려 성공적으로 운영했으나 3년 후 자신이 연기를 하고 싶다는 사실을 깨닫고 RADA(왕립연극학교)에서 전문적인 연기를 공부했다.

## 배우로서의 커리어
릭먼은 연기의 폭이 넓은 배우였다.《센스 앤 센서빌리티》의 브랜든 대령 역으로 로맨스의 남주인공 역할을 하기도 하고, 《다이하드》의 한스 그루버처럼 인상적인 악역을 연기하기도 했다. 《해리 포터》시리즈의 세베루스 스네이프 교수 역은 릭먼을 전 세계에 알린 역할이다. 원작자인 J.K.롤링은 스네이프 교수 역으로 릭먼을 직접 선택했다고 밝혔다. 복잡다단한 성격의 스네이프 역을 연기하기 위해 롤링은 마지막 권 출간 전에 릭먼에게 스네이프의 진실을 미리 알려주기도 했다.

## 작품 활동

### 영화
- 《로빈 후드: 도둑들의 왕자》(1991)
- 《센스 앤 센서빌리티》(1995)
- 《다이하드》(1988)
- 《도그마 (영화)》(1999)
- 《해리포터와 마법사의 돌》(2001)
- 《해리포터와 비밀의 방》(2002)
- 《러브 액츄얼리》(2003)
- 《해리포터와 아즈카반의 죄수》(2004)
- 《신의 손》(2004)
- 《해리포터와 불의 잔》(2005)
- 《은하수를 여행하는 히치하이커를 위한 안내서》(2005)
- 《향수: 어느 살인자의 이야기》(2006)
- 《스노우케이크》(2006)
- 《스위니 토드: 어느 잔혹한 이발사 이야기》(2007)
- 《해리포터와 불사조 기사단》(2007)
- 《와인 미라클》(2008)
- 《해리포터와 혼혈왕자》(2009)
- 《시와 점심》(2010)
- 《해리포터와 죽음의 성물》-1부 (2010)
- 《해리포터와 죽음의 성물》-2부 (2011)
- 《갬빗》(2012)
- 《버틀러: 대통령의 집사》(2013)
- 《어 리틀 카오스》(2014)

外 다수 출연

### 감독
- 《윈터게스트》(1997)
- 《어 리틀 카오스》(2014)

### 목소리 출연
- 《어머! 물고기가 됐어요》(2000)
- 《이상한 나라의 앨리스》(2010)
- 《거울나라의 앨리스》주연 - 애벌레 압솔렘 (목소리) 2016
- 《은하수를 여행하는 히치하이커를 위한 안내서》- 마빈(로봇) 목소리

### OST 참여
- Intelligence (어머! 물고기가 됐어요 OST)
- Pretty Women (스위니 토드: 어느 잔혹한 이발사 이야기 OST)